# Soż (stacja kolejowa)
Soż (biał. Сож; ros. Сож) – stacja kolejowa w pobliżu miejscowości Jantarny i przy granicy Homla, w rejonie homelskim, w obwodzie homelskim, na Białorusi. Leży na wschodniej obwodnicy kolejowej Homla.